# يوروكوبتر إي سي 725 كاراكال
يوروكوبتر إي سي 725 كاراكال (بالإنجليزية: Eurocopter EC725 Caracal)‏ وتسمى الآن مروحية إيرباص إتش 225 إم (بالإنجليزية: Airbus Helicopters H225M)‏، هو مروحية عسكرية بعيدة المدى للنقل التكتيكي، طورت من أسرة مروحيات سوبر بوما / كوغار للاستخدام العسكري. وهي طائرة بمحركين ويمكنها حمل ما يصل إلى 29 جنديا يجلسون جنبا إلى جنب مع اثنين من أفراد الطاقم، اعتمادا على تكوين العملاء. يتم تسويقها كمروحية لنقل الجنود، وإخلاء الضحايا، والبحث والإنقاذ خلال المهام القتالية، وهي تشبه المروحية المدنية يوروكوبتر إي سي 225 سوبر بوما.

## التصميم

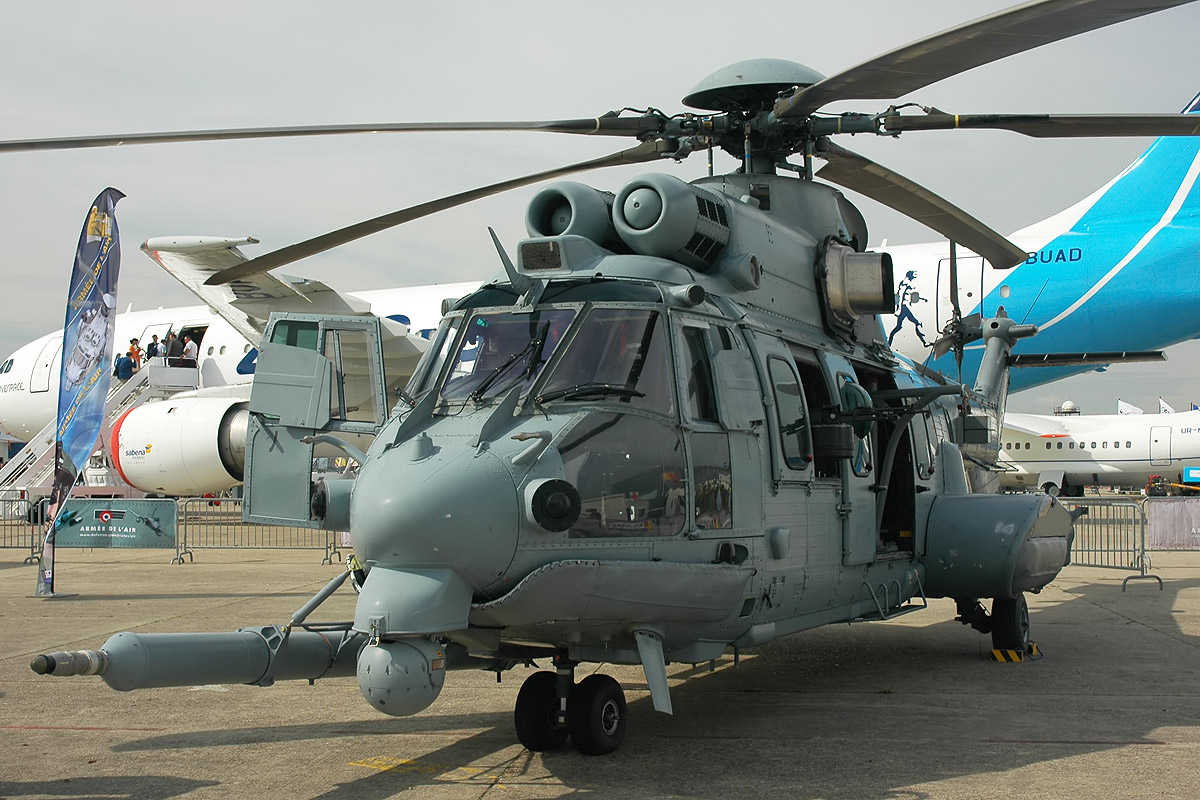
An Armée de l'Air EC725 Super Cougar MkII+ at معرض باريس الجوي 2007

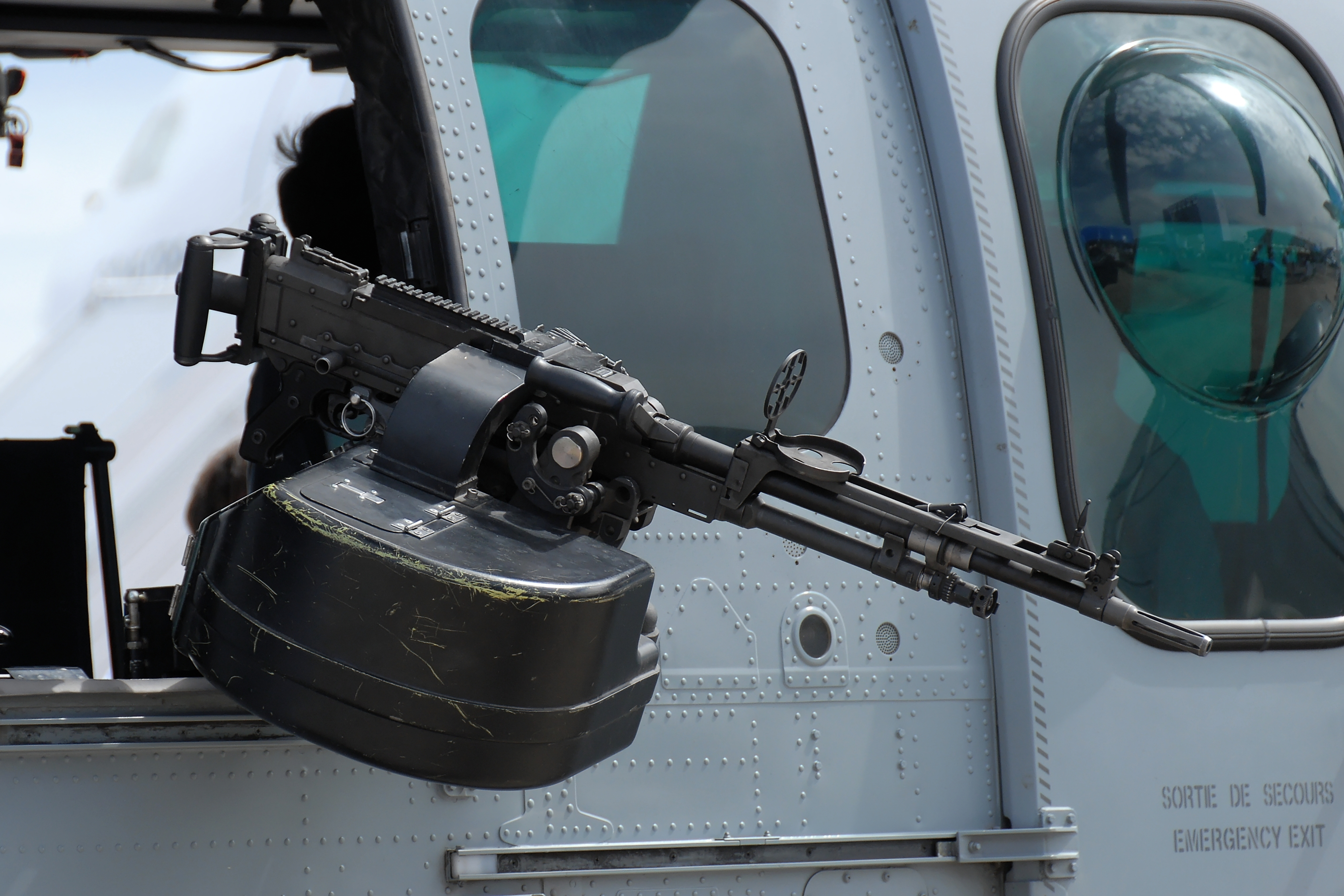
A إف إن ماج mounted on an EC725

## التاريخ التشغيلي

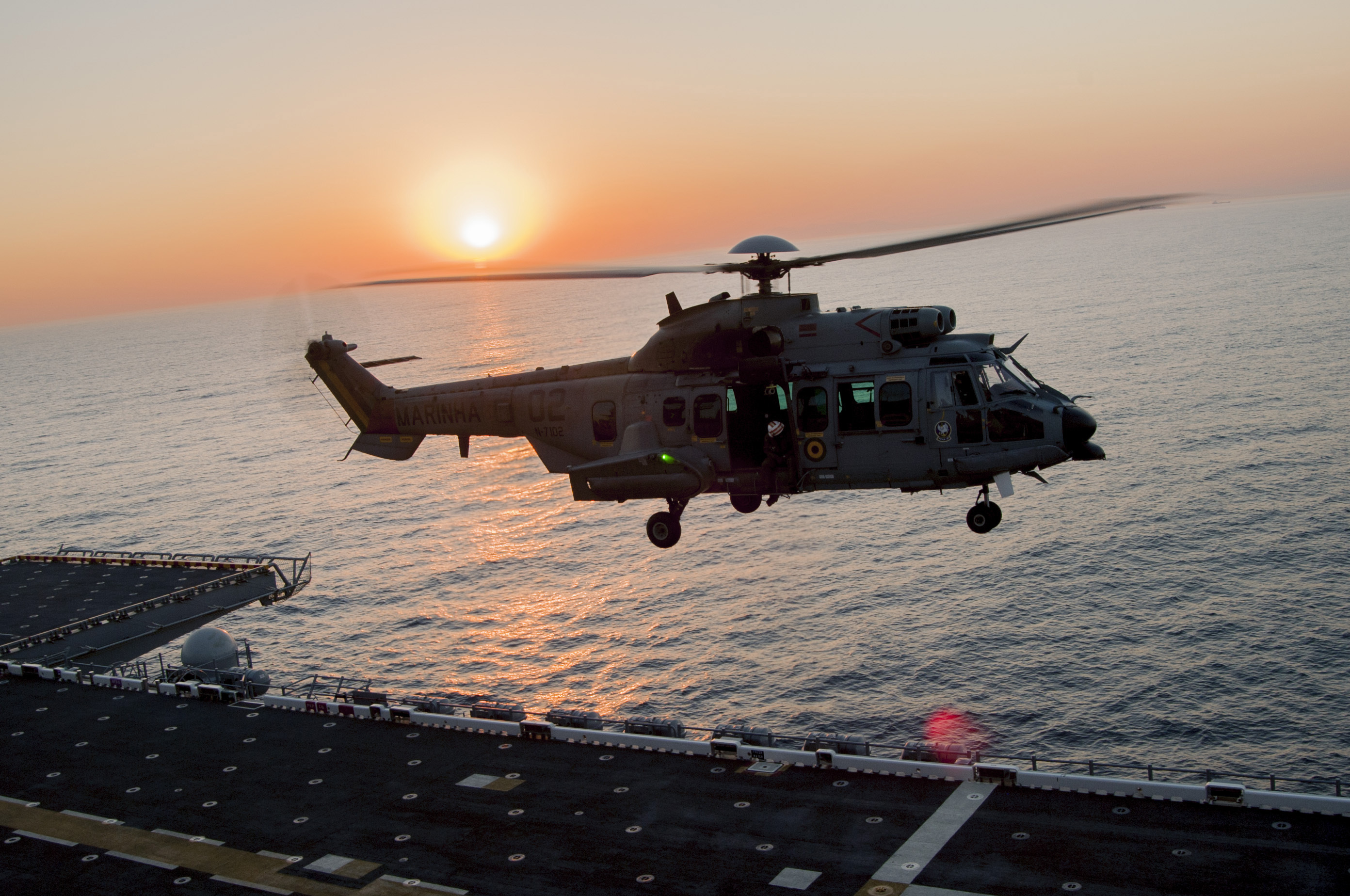
A Brazilian EC725 preparing to land on the flight deck of سفينة هجومية برمائية, 2014

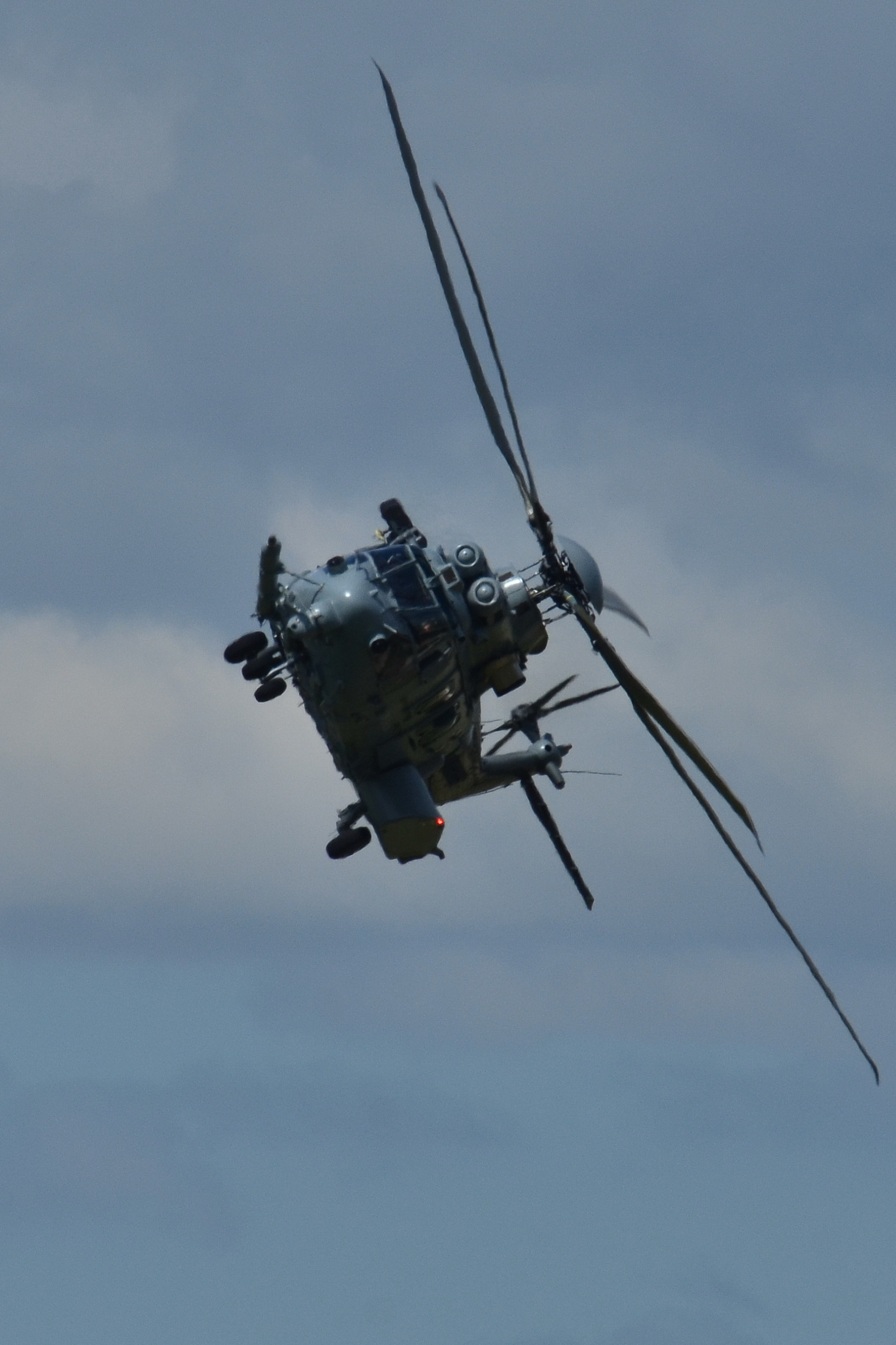
EC725 in flight at a steep angle, France, 2013

## المشغلين
البرازيل
- القوات الجوية البرازيلية[2]
- الجيش البرازيلي[2]
- البحرية البرازيلية[2]

 فرنسا
- القوات الجوية الفرنسية[2]
- القوات البرية الفرنسية[2]

 إندونيسيا

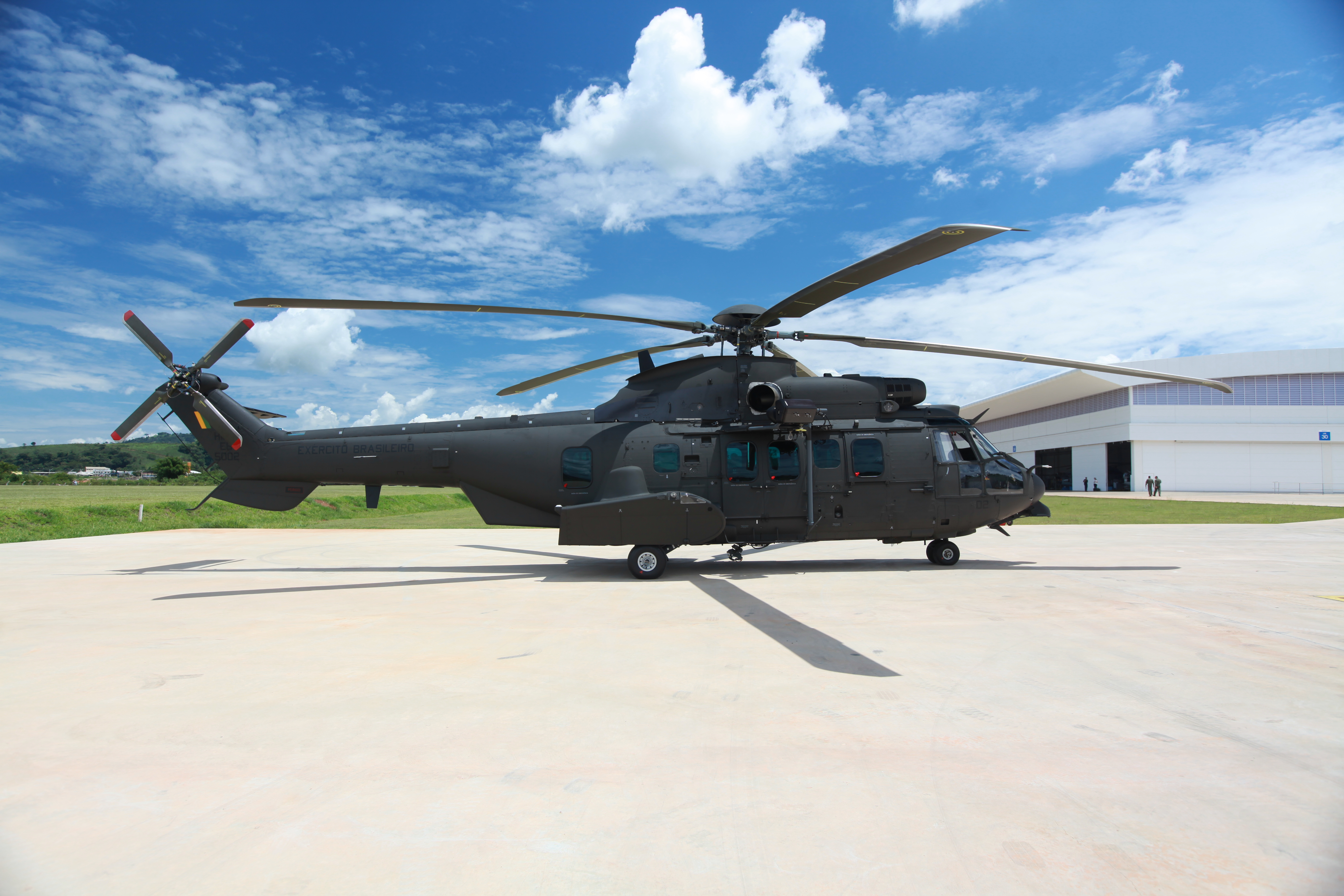
A EC725 تابعة القوات البرية البرازيلية

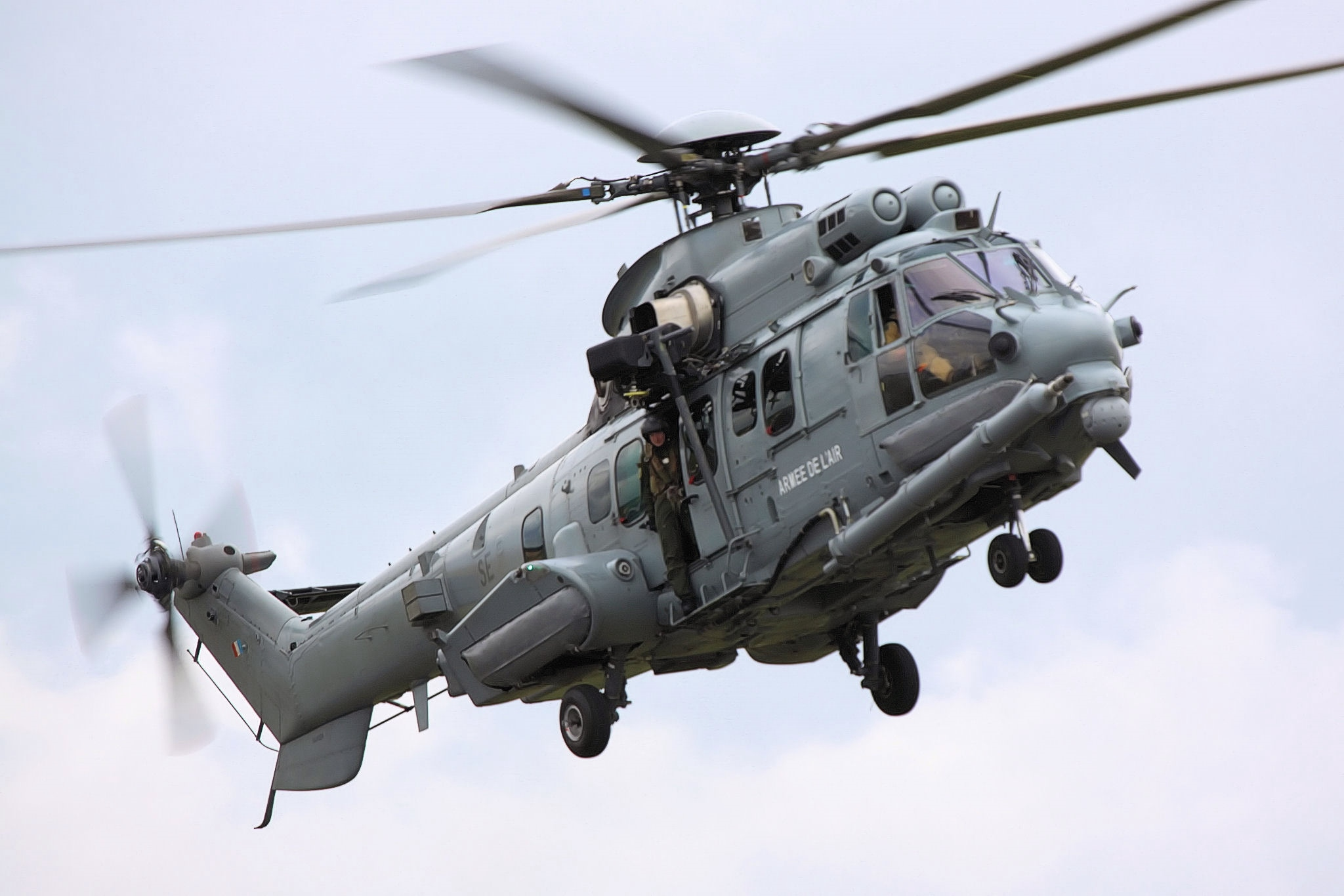
A EC725 Super Cougar MkII+ at RAIT 2009

- القوات الجوية الإندونيسية (5 تحت الطلب)[2]

 كازاخستان
- القوات المسلحة الكازاخستانية (20 تحت الطلب)[3]

 العراق
- قيادة طيران الجيش العراقي (2)[4] (طلب شراء 12)[5]

 الكويت
- القوة الجوية الكويتية[6]
- الحرس الوطني الكويتي[6]

 ماليزيا
- سلاح الجو الملكي الماليزي[2]

 المكسيك
- القوات الجوية المكسيكية[2]
- البحرية المكسيكية[2]

 تايلاند
- سلاح الجو الملكي التايلاندي[2]

## مواصفات (EC725 Caracal)

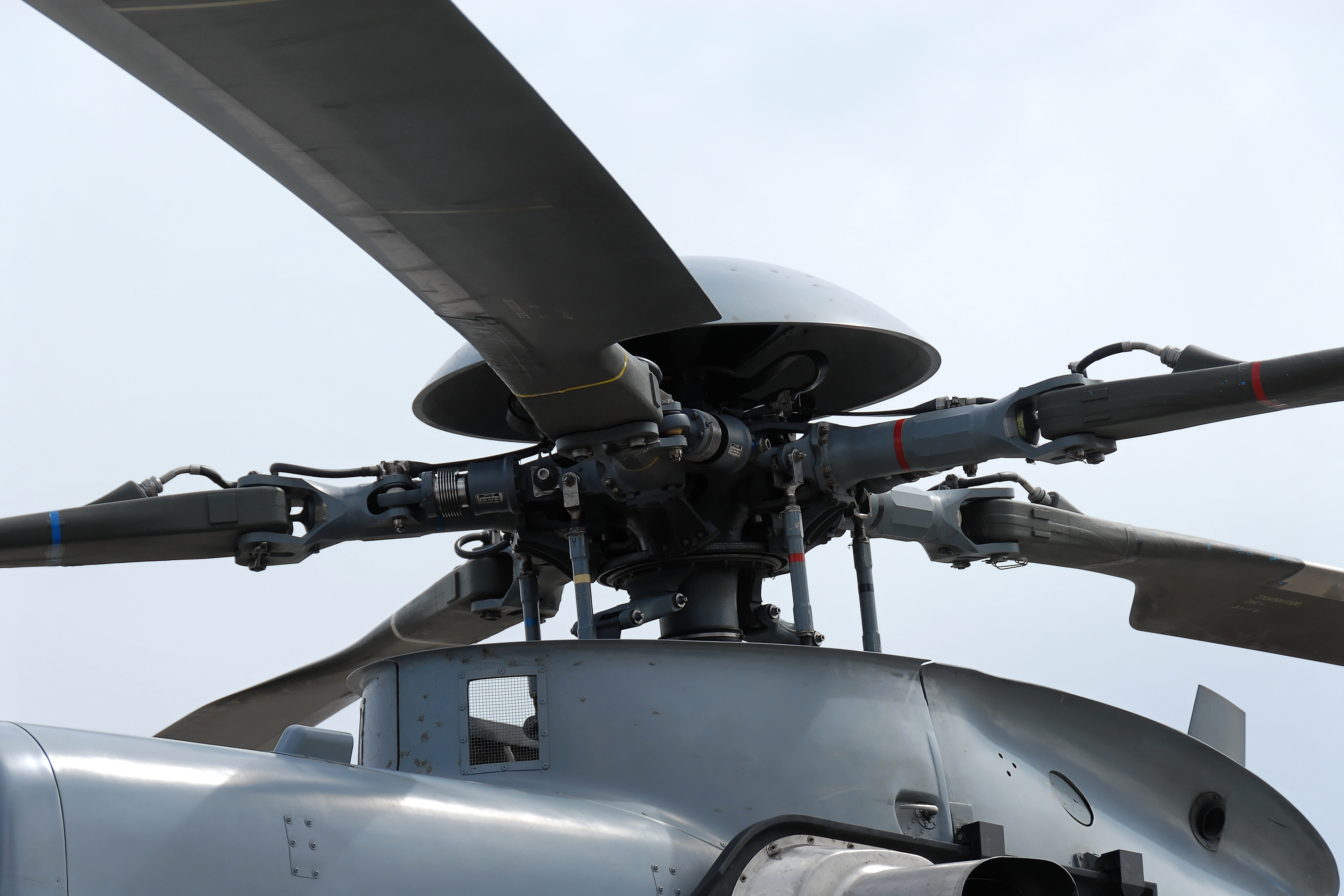
Close-up of the rotor hub on an EC725 Super Cougar MkII

البيانات من {Eurocopter.com}
الخصائص العامة
- طاقم: 1 أو 2 (الطيار + مساعد الطيار)
- سعة: 1 chief of stick + 28 جنديا أو 5,670 كيلوغرام (12,500 رطل)* حمولة
- طول: 19.5 م (64 قدم 0 بوصة)
- ارتفاع: 4.6 م (15 قدم 1 بوصة)
- الوزن فارغة: 5,330 كـغ (11,751 رطل)
- الوزن الإجمالي: 11,000 كـغ (24,251 رطل)
- وزن الإقلاع الأقصى: 11,200 كـغ (24,692 رطل)
- محركات: 2 × Turboméca Makila 2A1 turboshaft engines, 1,776 كـو (2,382 حصان) الواحد
- قطر الدوار الرئيسي:  16.20 م (53 قدم 2 بوصة)
- مساحة الدوار الرئيسي: 206.1 م2 (2,218 قدم2)

أداء
- السرعة القصوى: 324 كم/س (201 ميل/س؛ 175 عقدة) في مستوى الطيران
- سرعة العبور: 285 كم/س (177 ميل/س؛ 154 عقدة)
- في سبييدس: 324 كم/س (201 ميل/س؛ 175 عقدة)
- مدى: 857 كـم (533 ميل؛ 463 nmi)
- Ferry range: 1,325 كـم (823 ميل؛ 715 nmi)
- سقف الخدمة: 6,095 م (19,997 قدم)
- معدل الصعود: 7.4 م/ث (1,460 قدم/د)

## وصلات خارجية
- Airbus H225M product page
- Skycontrol.net – Eurocopter EC725